# Catherine O'Brien (teórica de cine)
Dr. Catherine O'Brien es una escritora, universitaria, periodista, crítica y teórica de cine británica trabajando principalmente en Francia, el Reino Unido y los Estados Unidos. Enseñó en la Universidad de Kingston, una universidad pública de investigación ubicada en el municipio de Londres del 'Royal Borough of Kingston upon Thames' antes de jubilarse en 2017 y asumir su cargo actual personal de investigación.

## Educación
O'Brien obtuvo un título de grado en Artes en 1985 y un ‘Doctorado en Filosofía’ en 1994 (Philosophiæ doctor ‘PhD’ en el sistema universitario anglosajón) en francés y alemán de la Universidad de Hull ubicada en el Yorkshire del Este.

## Carrera
Durante su carrera académica, O'Brien ofició de manera preponderante en la Universidad de Kingston dónde se basó principalmente en la Facultad de Artes y Ciencias Sociales (FASS) en el campus de Penrhyn Road y en la "Facultad de Arte, Diseño y Arquitectura" (FADA; volvió a su nombre histórico Kingston School of Art en 2017) en el campus de Knightspark. Enseñó una amplia gama de cursos para los títulos universitarios en los departamentos de "Lengua y estudios franceses" y "Estudios cinematográficos". Fue líder de los cursos titulados "Cine francés", "Nouvelle vague", "Estudios de casos en Cine Europeo" y "Lengua Francesa - último año". O'Brien fue el Director de la Maestría en Arte en Estudios Cinematográficos (2003–07) y enseñó en varios módulos, como "Arquetipos femeninos en pantalla: Vamps, Divas, Tramps, Lolitas". Como Directora de Estudios, ha supervisado de manera notable, entre otros, un Máster en Filosofía sobre las películas de Nouri Bouzid y un Doctorado sobre las películas de John Ford. Su investigación ha abarcado dos áreas principales: la 'Primera Guerra Mundial en las culturas francesa y alemana' e 'Intersecciones entre el cine y la religión'. Se retiró oficialmente en 2017 de la Universidad de Kingston, pero continúa escribiendo.